# Шафаат
Шафа́‘ат (араб. شفاعة‎ —  заступничество‎) — в исламской эсхатологии, заступничество, которое будет разрешено Аллахом сделать в день Страшного суда (киямат) пророкам. Пророки во главе с Мухаммадом смогут заступаться за всех грешников-мусульман для того, чтобы они были избавлены от мук ада (джаханнам) и вошли в рай (джаннат). О заступничестве говорится в 109 аяте суры Та Ха.
После воскрешения из мёртвых ангелы соберут (хашр) всех людей на одно место (мавкиф) и начнётся Божий суд, на котором судьёй будет Аллах. В исламском предании говорится о том, что люди будут стоять голыми, необутыми и необрезанными. Видя безысходность своего положения, люди обратятся к своим пророкам с просьбой заступиться за них перед Аллахом. Однако каждый пророк будет отсылать их к следовавшему после него пророку, и, наконец, все люди соберутся вокруг последнего пророка Мухаммада. Пророк Мухаммад заявит, что заступничество — это его дело, после чего трижды заступится за своих последователей.